# Sepia'n Roses
Sepia'n Roses（セピアンローゼス）は、1988年に結成、1991年にメジャー・デビュー、1997年に活動休止した日本のバンド。

## メンバー

### 活動休止時のメンバー
- 米川一弘 - ボーカル
- 北越基樹 - キーボード

### 旧メンバー
- 須田寿 - ベース
- 浅野尚久 - ドラム

## 略歴
1988年、札幌で結成。
1991年、東芝EMIからシングル「Teen Age Girl」でメジャー・デビュー。
1994年、須田・浅野が脱退。米川・北越の2人組音楽ユニットとなる。
1997年、活動休止。

## ディスコグラフィ

### ビデオ・LD
- 放課後の天使たち（1992年2月26日/TOVF-1133）

### 参加作品
| 発売日        | タイトル                       | 規格品番  | 曲順 | 楽曲               |
| ------------- | ------------------------------ | --------- | ---- | ------------------ |
| 1994年9月28日 | こちらポーラスター旅行社です!! | TOCT-8563 | M.1  | 君のいないVACATION |

## タイアップ一覧
| 使用年 | 曲名                 | タイアップ                                                                |
| ------ | -------------------- | ------------------------------------------------------------------------- |
| 1991年 | Teen Age Girl        | TBSテレビ系『所印の車はえらい!』エンディングテーマ                        |
| 1992年 | Tシャツで、よろしく  | テレビ朝日系『スポーツフロンティア』エンディングテーマ                    |
| 1992年 | Bye-Bye Loneliness   | TBS系『Daytona-TV』エンディングテーマ                                     |
| 1992年 | 君がいたHoly Night   | フジテレビ系『ウッチャンナンチャンのやるならやらねば!』エンディングテーマ |
| 1993年 | だけど、悲しくて     | フジテレビ系『クイズ!年の差なんて』エンディングテーマ                     |
| 1993年 | 冬が、冬が来るまえに | テレビ朝日系『GAHAHAキング 爆笑王決定戦』エンディングテーマ               |
| 1995年 | 東京ショータイム     | 日本テレビ系『TVじゃん!!』エンディングテーマ                              |

## メディア出演

### ラジオ
- オールナイトニッポン金曜2部（1991年10月 - 1992年5月、ニッポン放送）[5]